# Brian Odgers
Brian Norman „Badger“ Odgers (* 9. Februar 1943; † 19. Dezember 2015) war ein britischer Fusionmusiker (E-Bass, auch Holzblasinstrumente).

## Wirken
Odgers gehörte seit 1968 neben Jon Mark, Nicky Hopkins, Alun Davies und Harvey Burns zur Folkrockband Sweet Thursday, mit der er nach der Single „Getting It Together“ das Album Sweet Thursday veröffentlichte; die Band löste sich auf, nachdem die Plattenfirma das Album wegen Konkurs nicht auf dem Markt einführte. In Folge arbeitete er für Al Stewart und Georgie Fame, mit denen jeweils mehrere Alben entstanden. Als Ersatzmann für Dave Holland spielte er zudem auf Empfehlung von Tony Oxley auf John McLaughlins Album Extrapolation mit; „he did a fine job, a fine, fine bass-player,“ meinte McLaughlin im Rückblick. Mit Oxley und Vangelis experimentierte er 1971 im Bereich Jazz-Rock (als Bootlegs erschienen 1978 die beiden resultierenden Alben Hypothesis und The Dragon). Weiterhin arbeitete er mit John Dankworth, Mike Gibbs, John Surman und Paul Buckmasters Chitinous Ensemble. 1972/73 gehörte er zur Band Apollo 100, mit der er zwei Alben einspielte und den Hit Joy hatte.
Als Studiomusiker arbeitete Odgers für Größen wie Tom Paxton, Elton John, The King’s Singers, Lou Reed, Serge Gainsbourg, Dana Gillespie, Chris de Burgh, Johnny Keating, Roger Daltrey, Siegfried Fietz, Roger Chapman, Catherine Deneuve, Jane Birkin, Marc Bolan und Van Morrison. Gemeinsam mit Alan Hawkshaw, Alan Parker, Barry Morgan und Jim Lawless komponierte er 1973 auf dem Album New Blood unter dem Sammelpseudonym Mike Cox.